# Joppa (Alabama)
Joppa – jednostka osadnicza w Stanach Zjednoczonych, w stanie Alabama, w hrabstwie Cullman.